# East Norwich
East Norwich est une census-designated place du comté de Nassau, dans l'État de New York, aux États-Unis,. En 2020, elle compte une population de 2 792 habitants.